# Dejan Iliew
Dejan Iliew (ur. 25 lutego 1995 w Strumicy) – północnomacedoński piłkarz występujący na pozycji bramkarza w rumuńskim klubie UT Arad oraz w reprezentacji Macedonii Północnej.

## Kariera klubowa
W 2012 roku Iliew przeszedł z Bełasicy do Arsenalu, dołączając do akademii angielskiego klubu. W marcu 2015 podpisał z klubem nową umowę, by następnie w lipcu 2018 przedłużyć ją ponownie. W trakcie swojej kariery w Arsenalu trzykrotnie znalazł się w kadrze powołanej na mecz pierwszego zespołu. Pierwszy raz miało to miejsce w październiku 2017 podczas spotkania Pucharu Ligi Angielskiej z Norwich City. Później usiadł na ławce rezerwowych także w sezonie 2018/19 przy okazji grupowego meczu Ligi Europy UEFA z Qarabağem oraz finału tych samych rozgrywek z Chelsea. Ani razu nie pojawił się jednak na boisku.
13 lipca 2019 Iliew został na rok wypożyczony do słowackiego ŠKF Sereď. Dziewięć dni później zadebiutował w barwach klubu, występując przez pełne 90 minut podczas przegranego 0:2 ligowego meczu ze Spartakiem Trnawa. Ostatecznie rozegrał na Słowacji 18 spotkań i zachował w nich 3 czyste konta, ale po zakończeniu rundy jesiennej wrócił do Londynu. 14 stycznia 2020 ponownie udał się na wypożyczenie, tym bardziej do Jagiellonii Białystok, w której miał pozostać do końca sezonu 2019/20. W polskiej Ekstraklasie zadebiutował 8 lutego 2020, wychodząc w podstawowym składzie na przegrany 0:3 mecz z Wisłą Kraków. Po zakończeniu sezonu 2019/20 wrócił do Arsenalu, ale 8 października 2020 został do końca stycznia 2021 wypożyczony do Shrewsbury Town.